# Capteur de flexion
Une capteur de flexion (en anglais : flex sensor ou bend sensor) est un capteur électronique mesurant le taux de flexion, courbure ou torsion d'un élément. Il agit pour cela comme une potentiomètre, par une résistance variable, plus la flexion est importante, plus sa résistance augmente.

## Fonctionnement
Le capteur contient une encre polymère contenant des particules conductrices. lorsque le capteur est plié, les zones s'éloignent, réduisant le conductivité et augmentant ainsi la résistance.

## Utilisation
Un convertisseur analogique-numérique est généralement utilisé pour donner sa valeur à un système électronique.
Ce type de capteur est notamment utilisé dans les domaines de la robotique, du jeu virtuel, des instruments de musique électroniques, et du domaine médical.
Il peut être utilisé comme goniomètre.